# Uilen (orde)
De uilen (Strigiformes) zijn een orde van solitaire vogels met veelal een nachtelijke leefwijze. Bij veel uilen staan de ogen voor in de kop, zodat ze een groot binoculair gezichtsveld hebben, waarin ze diepte kunnen zien. Uilen hebben goed ontwikkelde oren, die ver uit elkaar staan, wat ze goed in staat stelt de richting vast te stellen waaruit een geluid komt. Deze kenmerken maken van uilen goede jagers. Door hun nachtelijke leefwijze worden ze soms ook nachtroofvogels genoemd.
De orde wordt onderverdeeld in twee families: de echte uilen (Strigidae) en de kerkuilen (Tytonidae), waarvan er in Europa slechts één vertegenwoordiger voorkomt (de kerkuil). Grotere soorten jagen op kleine zoogdieren en vogels, andere soorten eten voornamelijk insecten. Uilen zijn nomadische, opportunistische broedvogels die grote legsels kunnen krijgen wanneer voedsel overvloedig is.
In westerse culturen zijn uilen het symbool van zowel wijsheid als dwaasheid.

## Kenmerken
Uilen hebben een rond, afgeplat gezicht met grote naar voren gerichte ogen die vast in de schedel staan. Om in diverse richtingen te kunnen kijken moet een uil dus steeds de kop draaien, wat ze dan ook zeer goed kunnen. De grote ogen maken het mogelijk ook in het donker goed te zien. Uilen hebben een haaksnavel en krachtige klauwen aan hun poten, die vaak dicht bevederd zijn. Aan de voorrand van de handpennen van de vleugel dragen uilen een donsachtige franje, wat de vleugel in vlucht bijzonder geruisloos maakt. Ze kunnen daardoor vrijwel onopgemerkt op zoek gaan naar prooidieren, zoals muizen, en deze bij verrassing pakken.

### Levensverwachting
Uilen in het wild worden vaak niet ouder dan 3 jaar. Uilen in een dierentuin worden ouder. In het wild worden uilen (vooral kerkuilen en steenuilen) vaak aangereden. Ook komt het voor dat ze tegen in de lucht gespannen kabels aanvliegen en verongelukken.
Muizen zitten net als uilen graag in een schuur met graan of hooi, maar omdat schuren voor hooi- en graanopslag nauwelijks meer bestaan, hebben muizen daar geen leefplek meer en nemen in aantal af. Omdat het voedsel van uilen voor 80% uit muizen bestaat, kunnen uilen bij boerderijen ook minder voedsel vinden en nemen dus ook in aantal af. Vooral kerkuilen hebben het daardoor soms erg moeilijk, omdat zij de meeste muizen eten van alle uilensoorten en afhankelijk zijn van oude schuren als plaats om in te nestelen.
Hoewel tot in 1975 het gebruik van landbouwgif een belangrijke oorzaak was voor de achteruitgang van dagroofvogels zoals sperwer, speelde in Nederland deze factor een minder belangrijke rol bij de achteruitgang van uilensoorten. Andere landbouwpraktijken zoals schaalvergroting en daarmee gepaarde habitatvernietiging zoals het verdwijnen van kleine landschapselementen, hoogstamboomgaarden en oude houten schuren, hadden een groter negatief effect.

### Scherp gehoor

Steenuil brengt prooi naar vrouwtje

Uilen hebben een bijzonder goed gehoor. Ze zijn in staat om bij complete duisternis hun prooi te vinden. In een experiment wisten ze in 13 van de 17 gevallen een muis te vangen die in een compleet donkere kamer was losgelaten.
Bij een aantal soorten van de uilen is er sprake van asymmetrie in de ooropeningen. De oren van uilen bestaan uit een ooropening, die bij sommige soorten bedekt is met een oordeksel (operculum). De oren moeten niet verward worden met de oorpluimen die uilen zoals de ransuil hebben: oorpluimen worden door veren gevormd, en zitten ook niet op de plaats waar de ooropeningen zitten. De oorpluimen geven de status aan: een volwassen, sterke, gezonde uil met een groot territorium bezit grote oorpluimen. Jonge, zwakke, zieke of oude exemplaren bezitten kleinere oorpluimen.
De asymmetrie van de oren bij uilen bestaat eruit dat de ooropeningen links en rechts niet op dezelfde hoogte zitten. Ook de vorm van de ooropening (in de huid, maar ook in de schedel) en van het oordeksel kan links en rechts verschillen. De functie van deze asymmetrie is een betere bepaling van de verticale richting waar geluiden vandaan komen. Het mechanisme werkt vergelijkbaar met de horizontale plaatsbepaling: geluiden uit een bepaalde richting komen iets eerder aan bij het ene oor. Uilen kunnen een verschil tot 30 microseconden in aankomsttijd tussen beide oren waarnemen (een microseconde is een miljoenste seconde).
Om de informatie te verwerken is het deel van de hersenen dat met horen in verband staat bij uilen veel groter dan bij andere vogels. Uilen vormen een plattegrond van de omgeving op basis van geluidsinformatie, zoals mensen dat doen met visuele informatie. Uilen hebben een gebied in de middenhersenen met ongeveer 10.000 neuronen dat net zo georganiseerd is als de visuele cortex. De activiteit van de neuronen in dat gebied is geassocieerd met geluid uit een specifieke richting.
Dieren met verticaal symmetrisch geplaatste oren zijn soms ook zeer goed in staat om de bron van een geluid te bepalen, ook verticaal. Ze gebruiken dan echter een volstrekt ander mechanisme voor verticale plaatsbepaling.

### Ogen

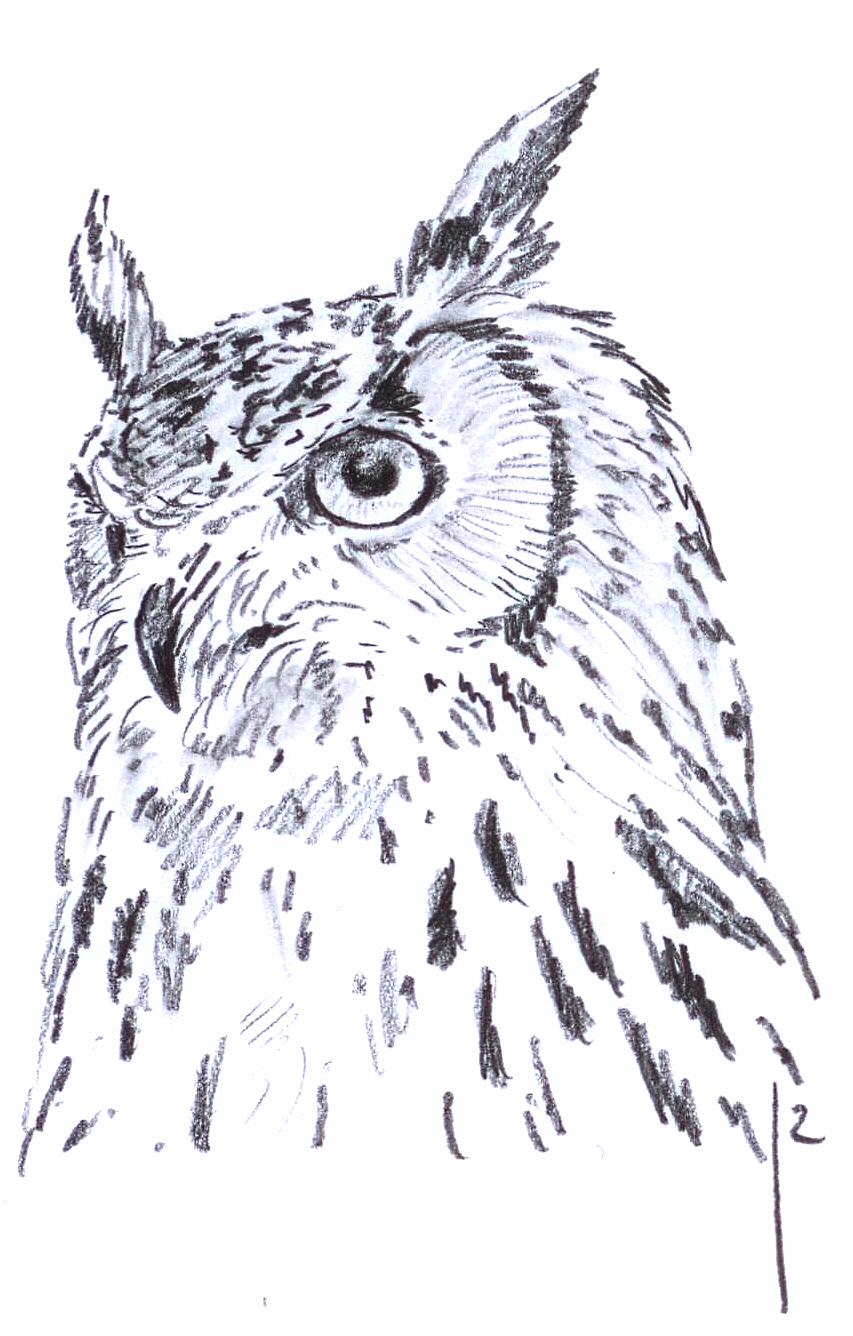
De oehoe. De ogen nemen een grote plaats in bij de uil. De zichtbare oren zijn alleen maar oorpluimpjes

Een uil heeft dankzij zijn grote ogen een binoculair gezichtsvermogen. Daarentegen kan hij dichtbij niet scherp zien. Omdat de ogen van een uil erg groot zijn heeft de uil geen ruimte over in zijn schedel voor spieren die de ogen moeten laten bewegen. Een uil kan zijn ogen dus niet naar links en rechts draaien. Daarom zijn zijn ogen altijd recht naar voren gericht. Om andere kanten op te kijken gebruikt een uil de 14 wervels in zijn nek. Door die wervels kan hij zijn kop ronddraaien of ondersteboven keren. De uil kan zijn kop in totaal 270° draaien.
Uilen hebben weinig licht nodig om goed te kunnen zien, dat komt doordat ze een reflecterende laag achter hun netvlies hebben. Als er dan licht op het netvlies van de uil komt stuurt de reflecterende laag erachter het licht voor een tweede keer door het netvlies en daardoor kan hij bij weinig licht beter zien.

### Klauwen
Een uil heeft twee klauwen naar voor gericht en twee klauwen naar achter gericht, waar andere roofvogels drie klauwen naar voor en één klauw naar achter bezitten. Omdat de uil dichtbij slecht ziet, lokaliseert hij zijn prooi van ver, vliegt aan en graait dan met beide poten tegelijk. Hij pikt met zijn snavel de ogen van de prooi uit. Hij doodt de prooi door met zijn klauwen krachtig te knijpen, tot hij geen hartslag meer voelt. Pas dan verscheurt hij de prooi met zijn snavel. Om jongen te voederen snijdt hij met een speciale klauw kleine stukjes af.

### Nestelen en broeden
Uilen nestelen in een holle boom, op de grond of in gebouwen. Vaak bouwen ze niet zelf een nest maar nemen dat over van een andere vogel zoals een ekster, die ze verjagen of doden. Uilen besteden niet veel tijd aan het maken van hun nest. De eieren van uilen zijn rond, zodra het vrouwtje haar eerste eitje heeft gelegd, begint ze met broeden.
Tijdens het broeden legt ze andere eieren, het eerst gelegde ei komt als eerste uit en het laatst gelegde ei het laatste. Het verschil in grootte is dan ook goed te zien tussen de eerste en het laatste jong. De uiltjes zijn in het begin bedekt met een laagje dons. Als de uiltjes nog in het nest zitten gaan ze in de rui. Na een paar weken krijgt het uiltje echte veren. Ze kunnen dan alleen nog niet vliegen.
Het jong dat het meeste bedelt en het verst zijn bekje opendoet krijgt het meeste eten. Daarom gebeurt het weleens dat het kleinste en zwakste jong omkomt van de honger. Het kan ook gebeuren dat er te weinig voedsel is en dat een van de jongen wordt opgegeten.

### Braakballen
Een paar uur na het innemen van voedsel spuugt de uil een braakbal uit. Een braakbal zit vol met onverteerbare delen als beenderen, haar en pluimen. Deze braakbal is meestal rond tot ovaal van vorm. Wetenschappers pluizen de braakballen uit en proberen de botjes die ze in de braakbal vinden in elkaar te passen. Zo proberen ze het dieet van de uil te ontdekken.

### Veren

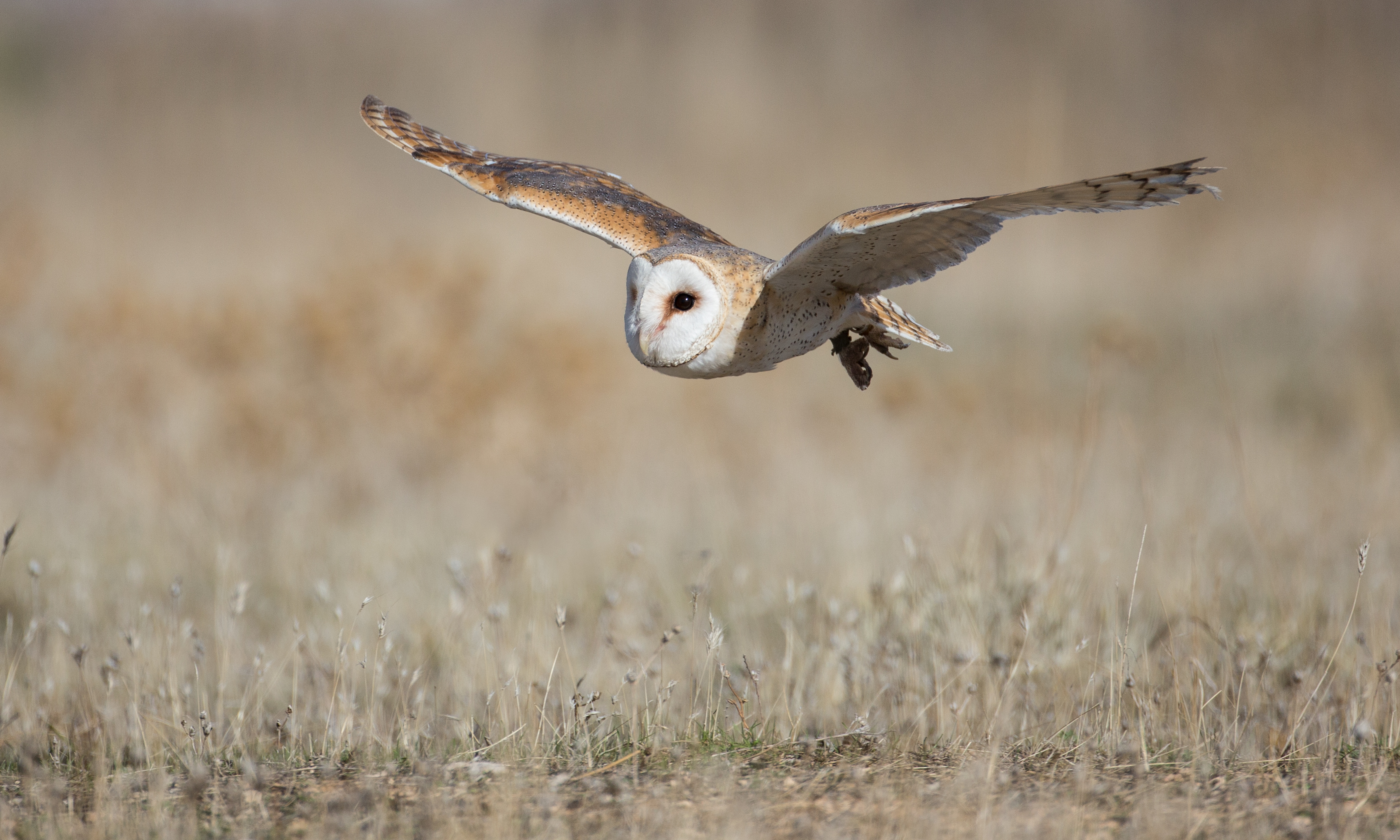
Kerkuil tijdens de vlucht
(Tyto alba)

Een kenmerk van deze nachtvogels is dat de van dons voorziene veren praktisch geen geluid maken tijdens het vliegen. Andere roofvogels maken wel geluid als ze hun veren bewegen. Bij de meeste vogels treedt bij het vliegen turbulentie op in de luchtstroom langs de vleugels, wat veel geruis kan opleveren. Bij uilen is dat in veel mindere mate het geval. De franjes aan de voorzijde van de buitenste slagpennen breken de geluidsgolven die ontstaan als er tijdens de neerwaartse beweging lucht langs de bovenkant van de vleugel stroomt. De donsveren elders op het lichaam van de uil absorberen veel het resterende geluid.
Een ander kenmerk is dat de meeste uilen een mengeling van bruine, zwarte, witte, en grijze veren hebben. Die kleuren bieden camouflage, en daarom kunnen uilen zich gemakkelijk verbergen. In een bos zijn uilen die in een boom zitten bijna niet zichtbaar.

### Skelet
Een uilenskelet is gemaakt om mee te lopen en te vliegen. Het skelet van een uil is erg licht, maar toch heel stevig gebouwd. Bij uilen maakt het gewicht van het skelet maar 7 tot 9% uit van het totale gewicht.
Bij uilen zijn veel botten met elkaar vergroeid; dat maakt de uil sterk genoeg om zijn eigen gewicht te dragen. Sommige grote botten zijn hol en hebben botachtige versterking van binnen. Dat zorgt ervoor dat het skelet licht blijft.
De nek van een uil heeft veertien wervels. Die wervels zorgen ervoor dat een uil zijn kop 270° kan laten draaien. Het grote platte borstbeen van de uil ondersteunt de grote vleugelspieren. Het borstbeen beschermt ook het hart, de longen en de andere organen.
De vleugelbotten zijn lang en het vleugeldeel dat daarbij hoort is erg breed, dat zorgt ervoor dat de vleugel laag belast is. Daardoor gaat het vliegen erg gemakkelijk, zelfs als de uil een prooi meedraagt.
De voetbotten zijn kort en stevig, dat is waarschijnlijk om te helpen bij het doden van een prooi.

## Evolutie
De oudst gevonden fossiele uilen zijn uit het Paleoceen (65 tot 56 miljoen jaar geleden). Berruornis is bekend uit Europa en Ogygoptynx uit Noord-Amerika. Andere oude fossielen zijn van de nu uitgestorven familie Protostrigidae, geslachten Protostrix en Eostrix.
Resultaten van genetisch onderzoek wijzen erop dat de uilen zich ongeveer 80 miljoen jaar geleden hebben afgesplitst van andere vogels. Ze hebben een gemeenschappelijke voorouder met de nachtzwaluwachtigen (Caprimulgiformes). Uilen zijn dus niet verwant aan de roofvogels, die twee andere orden, de Accipitriformes en de Falconiformes vormen. Soms worden uilen nachtroofvogels genoemd en de roofvogels bijgevolg dagroofvogels.
Het oudst gevonden fossiel van de kerkuilen (Tytonidae) dateert van 58 miljoen jaar geleden. De familie van kerkuilen lijkt eerder ontstaan te zijn dan de familie van de echte uilen; het oudst gevonden fossiel van deze familie dateert van 40 miljoen jaar geleden.
Op Cuba leefde tot 8 à 10 duizend jaar geleden een uil die bijna een meter groot werd, Ornimegalonyx oteroi. Deze uil had lange poten, als een loopvogel, maar was waarschijnlijk nog wel in staat om te vliegen.

### Indeling
De orde van de uilen (Strigiformes) is onderverdeeld in twee families:
- Familie Tytonidae (kerkuilen)
- Familie Strigidae (echte uilen)

### Asymmetrische oren
Uilen zijn vrijwel de enige groep dieren waarbij asymmetrisch geplaatste oren zijn gevonden. Omdat de asymmetrie bij verschillende geslachten zo verschilt, gaan onderzoekers ervan uit dat deze asymmetrie in de verschillende geslachten onafhankelijk van elkaar is geëvolueerd (zie ook convergente evolutie). Er zijn ook uilen waarbij de oren wel symmetrisch zijn geplaatst, en het blijkt dat deze uilen niet graag in complete duisternis vliegen. Uilen met asymmetrische oren hebben daar geen problemen mee.
Asymmetrische oren komen voor bij alle soorten van de geslachten Tyto en Asio en bij enkele soorten van onder meer de geslachten Bubo, Strix en Aegolius. Het is denkbaar dat bij de "symmetrische" uilen de asymmetrie verloren is gegaan. De asymmetrie bij de verschillende groepen is echter zodanig verschillend dat wordt aangenomen dat het in elke groep onafhankelijk is ontstaan. Het opmerkelijke is dat dat dan minstens vier en maximaal zeven maal is gebeurd.
De auteurs van "Ecology and conservation of Owls" concluderen dat de asymmetrie in vijf fylogenetische lijnen onafhankelijk van elkaar is ontstaan.

## Symboliek, verhalen en bijgeloof

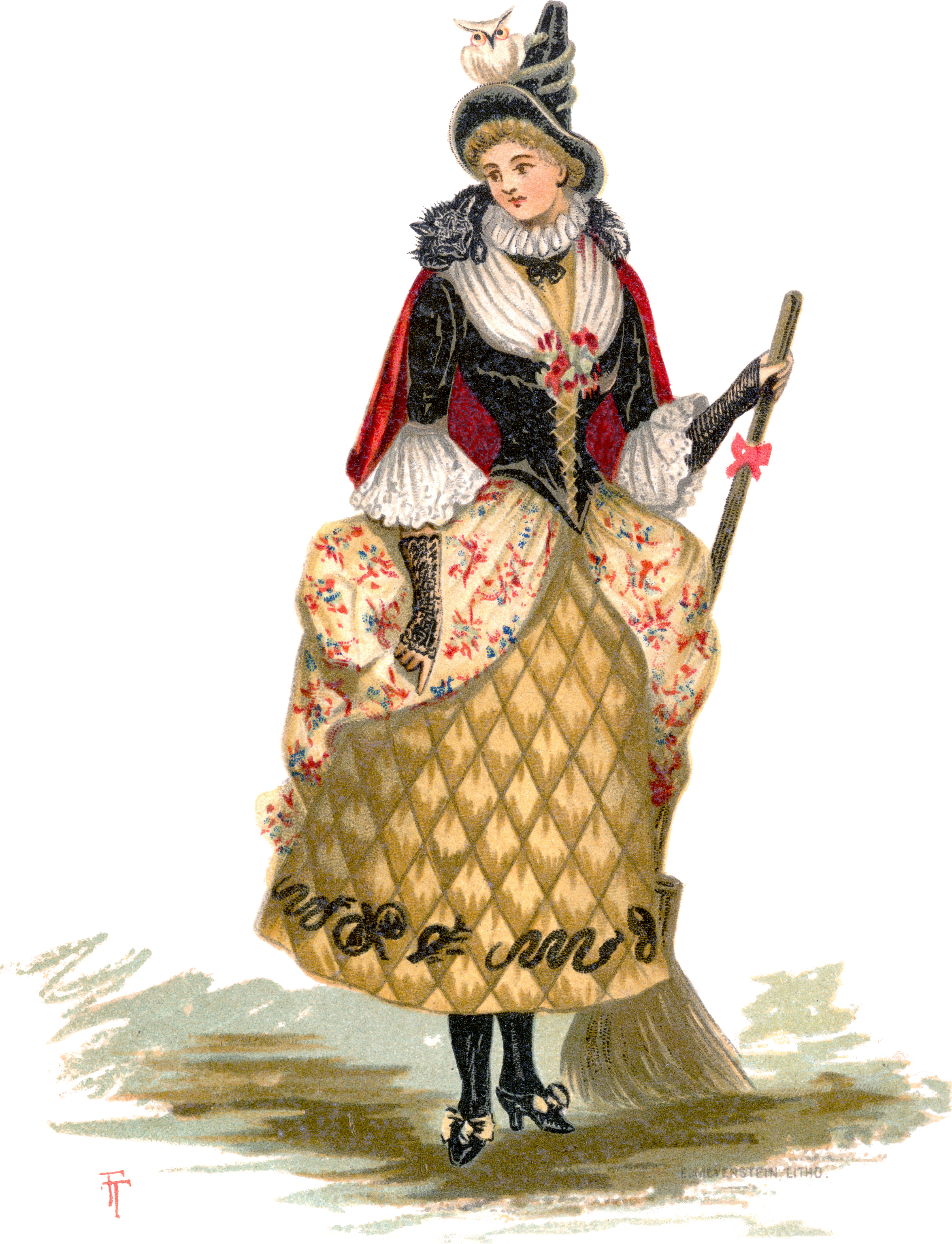
The Witch
Heks met puntmuts, bezemsteel, zwarte kat en uil
(1884)

De uil staat zowel symbool voor wijsheid als voor domheid. Een uil is een nachtdier en kan dingen zien die anderen niet zien, hetgeen geduid wordt als wijsheid. Athena, de Griekse godin van de wijsheid, wordt vergezeld of vertegenwoordigd door de uil van Athene. In de middeleeuwen echter stond de uil voor domheid. Op schilderijen van Jheronimus Bosch is vaak een uil te zien bij domme personages. De schalkse Tijl Uilenspiegel was de spiegel waarin de mensheid zijn eigen dwaasheid kon zien. Het woord ‘uilskuiken’ duidt nog steeds een dom persoon aan. Als men in Vlaanderen zegt dat je een uil bent, betekent het dat je een domkop bent.

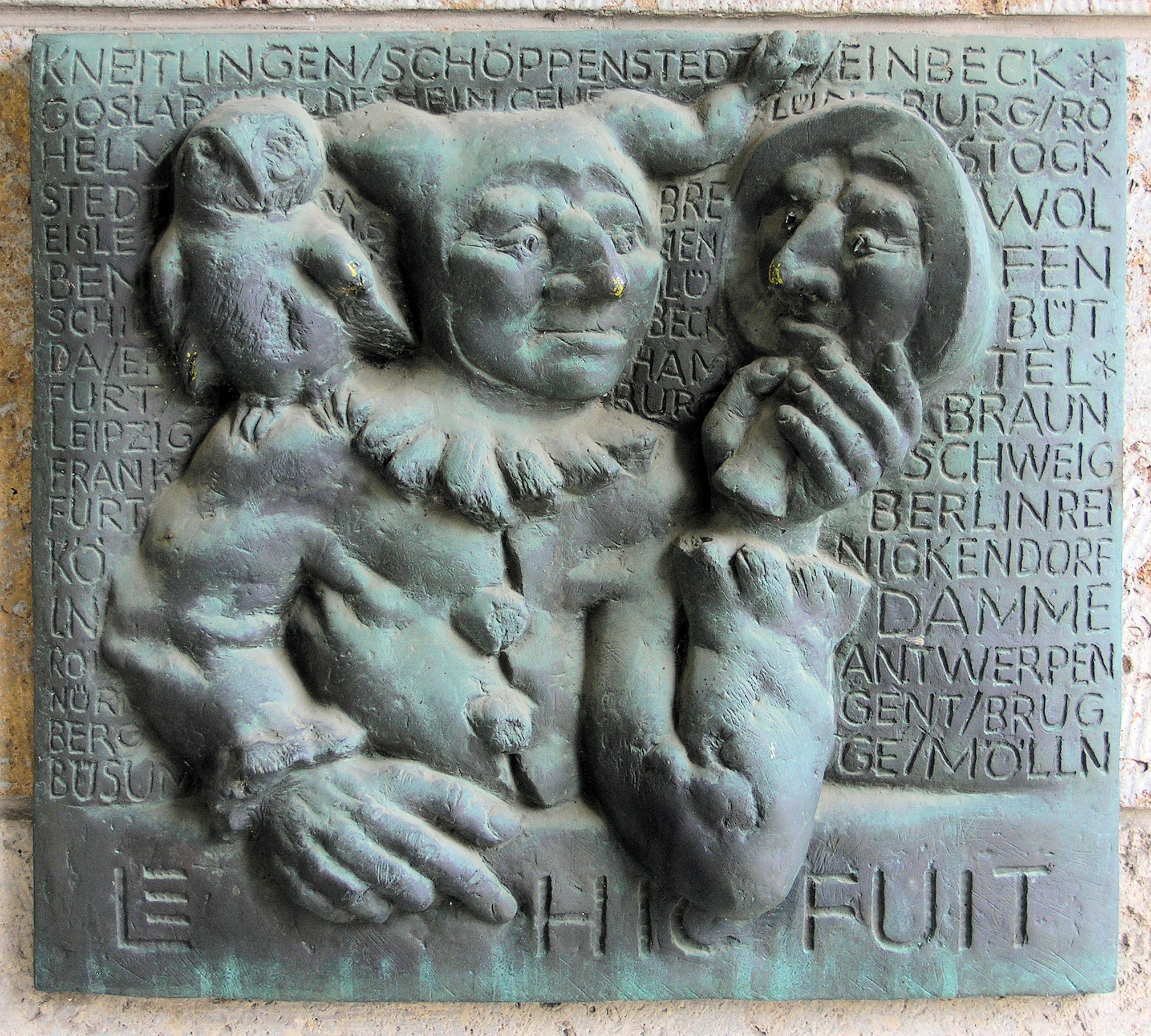
Tijl Uilenspiegel

In veel volksverhalen komen uilen voor, zie bijvoorbeeld De uil en Tijl Uilenspiegel. Uilen worden in verband gebracht met heksen. De sneeuwuil werd door de verhalen van Harry Potter erg populair, zie Hedwig en Uilenvleugel. Uilen komen ook voor in spreekwoorden en zegswijzen. Zie Lijst van Nederlandse spreekwoorden met "uil" en Lijst van uitdrukkingen en gezegden met "uil".
Volgens het volksgeloof brengt het geroep van een uil ongeluk. Als hij 's nachts tegen het raam vliegt van een kamer waarin een ziek persoon ligt, dan zou dit duiden op een naderend sterfgeval.